# Leprechaun: Back 2 tha Hood
Leprechaun: Back 2 The Hood (titulada El Duende Maldito 6: De vuelta al Barrio en Hispanoamérica, El Duende Maldito: de Vuelta al Vencidario en México y La Noche del Duende 6: El Regreso en España) es la sexta película de la saga El Duende Maldito, lanzada en formato de video en 2003, perteneciente al género comedia y terror, escrita y dirigida por Steven Ayromlooi. La película tiene al malvado duende por una ciudad en busca de su oro, que fue robada por un grupo de jóvenes urbanos que están utilizándolo para cumplir sus sueños más salvajes. Él irá a la caza y a matar para recuperar su olla de oro.

## Argumento
La película empieza con un prólogo animado en el que se revela los orígenes de los duendes, afirmando que fueron convocados por un rey para proteger su oro. Después de la muerte del rey, los duendes volvieron a sus lugares de origen, con excepción de uno (Warwick Davis) quien, a través de los siglos, se fue corrompiendo lentamente y se obsesionó con el oro que aún guardaba.  En el presente, en el año 2000, el Padre Jacob (Willie C. Carpenter) es perseguido a través de la obra de construcción de un centro juvenil que había planeado construir con el oro del duende. El Padre Jacob se las arregla para desterrar al duende, convocando a las manos demoníacas que lo arrastran bajo tierra, pero poco después muere por las lesiones infligidas por el duende durante la pelea.
En 2003, dos amigos, Emily Woodrow (Tangi Miller) y Lisa Duncan (Sherrie Jackson), conocen sobre su futuro cuando la clarividente Esmeralda (Donzaleigh Abernathy), les advierte que alcanzarán una gran riqueza en breve, pero que deben rechazarla, ya que convocará un terrible mal.

## Reparto
- Warwick Davis como El Leprechaun.
- Tangi Miller como Emily Woodrow.
- Laz Alonso como Rory Jackson.
- Page Kennedy como Jamie Davis.
- Sherrie Jackson como Lisa Duncan.
- Donzaleigh Abernathy como Esmeralda.
- Shiek Mahmud-Bey como Watson.
- Sticky Fingaz como Cedric.
- Keesha Sharp como Chanel.
- Sonya Eddy como Yolanda.
- Beau Billingslea como Oficial Thompson.
- Chris Murray como Oficial Whitaker.
- Vickilyn Reynolds como Doria.
- Willie C. Carpenter como Padre Jacob.

## Recepción
La película fue criticada por los críticos, y actualmente tiene un índice de aprobación del 25% sobre la película revisión en el sitio web Rotten Tomatoes, basado en ocho opiniones.  En el artículo de Entertainment Weekly de las "25 peores secuelas hechas",  ubicó a la película en el tercer lugar de las peores secuelas de todos los tiempos.